# سنت پاتریک
سن‌پاتریک یا قدیس پاتریک (لاتین: Patricius) حامی مقدس و روحانی ایرلندی سده پنجم (میلادی)، که او را اسباب مسیحی‌سازی ایرلند و همچنین بخشهایی از آنگلو ساکسون‌ها و پیکت‌ها می‌دانند. از سنت پاتریک دو اثر کوتاه بر جای مانده که نخستین آن با عنوان کانفوسیو یا اعتراف(لاتین: Confessio) زندگینامهٔ معنوی اوست و دیگری با عنوان نامه‌ای به کاراتیکوس(لاتین: Epistola), نکوهش نامه‌ای در مذمت بدرفتاری بریتانیایی‌ها با مردم ایرلند است. شبدر سه برگ چونان نمادی برای تثلیثِ مسیحیت به وسیلهٔ سن پاتریک به کار برده می‌شد. بر پایهٔ سُنت، یافتنِ شبدر چهار برگ نشانه خوش شانسی است.

## نگارخانه

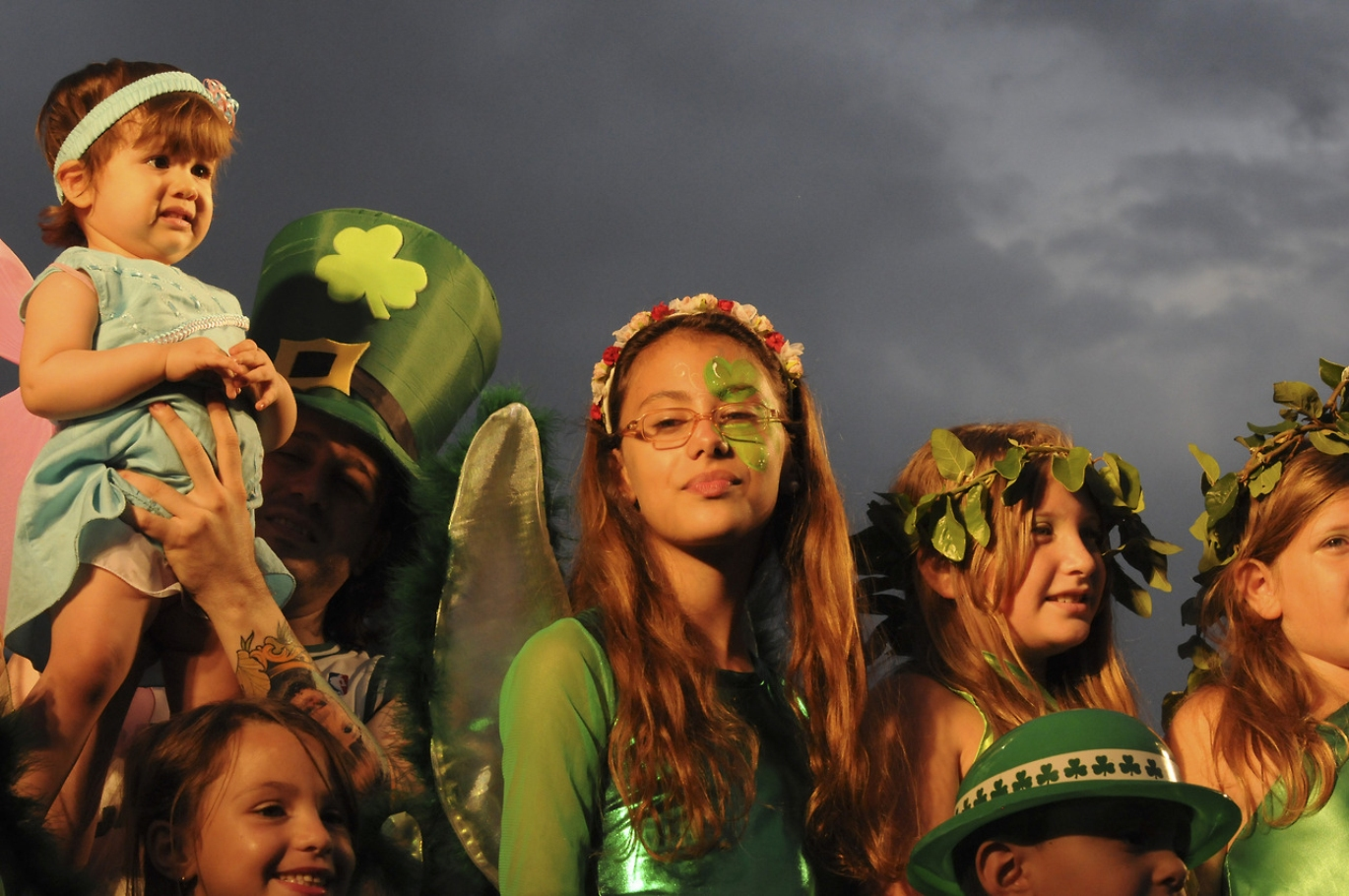
روز سنت پاتریک، بوئنوس آیرس (آرژانتین)